# New Jersey Transit Rail
Il New Jersey Transit Rail, spesso abbreviato in NJ Transit Rail, è il servizio ferroviario suburbano a servizio dello Stato del New Jersey, in particolare dei collegamenti tra le città di Hoboken e Newark con New York, situata nell'omonimo stato. Il servizio è gestito dalla New Jersey Transit mediante la divisione New Jersey Transit Rail Operations.
La New Jersey Transit Rail Operations si occupa anche della gestione della linea Port Jervis e della sezione nord della linea Pascack Valley per conto della Metro-North Railroad. In totale, nel 2015, la rete ha trasportato 886 215 000 passeggeri, posizionandosi seconda tra le reti suburbane più trafficate di tutti gli Stati Uniti d'America.

## La rete
La rete, attivata nel 1983, si estende per un totale di 852,9 km con 164 stazioni.
| Linea              | Percorso                                                | Stazioni | Lunghezza |
| ------------------ | ------------------------------------------------------- | -------- | --------- |
| Northeast Corridor | New York Pennsylvania ↔ Trenton                         | 17       | 93,5 km   |
| North Jersey Coast | New York Pennsylvania / Hoboken Terminal ↔ Bay Head     | 28       | 104,6 km  |
| Raritan Valley     | Newark Pennsylvania ↔ High Bridge                       | 20       | -         |
| Atlantic City      | Filadelfia 30th Street ↔ Atlantic City                  | 9        | -         |
| Main               | Hoboken Terminal ↔ Paterson ↔ Suffern                   | 28       | 95,6 km   |
| Bergen County      | Hoboken Terminal ↔ Garfield ↔ Suffern                   | 18       | 95,0 km   |
| Port Jervis        | Hoboken Terminal ↔ Port Jervis                          | 13       | 104,6 km  |
| Pascack Valley     | Hoboken Terminal ↔ Spring Valley                        | 18       | -         |
| Meadowlands        | Hoboken Terminal ↔ Meadowlands                          | 3        | -         |
| Montclair-Boonton  | New York Pennsylvania / Hoboken Terminal ↔ Hackettstown | 28       | -         |
| Morristown         | New York Pennsylvania / Hoboken Terminal ↔ Hackettstown | 26       | 92,3 km   |
| Gladstone          | New York Pennsylvania / Hoboken Terminal ↔ Gladstone    | 24       | 68,1 km   |